# Агнес Грей
«Агнес Грей» (англ. Agnes Grey) — первый роман младшей из сестёр Бронте, Энн. Увидел свет в декабре 1847 года.

## Сюжет
Сюжет романа изложен от первого лица. Рассказчицей выступает заглавная героиня, молодая девушка по имени Агнес Грей. Отец Агнес, Ричард Грей — священник, мать — дочь богатого помещика, лишённая наследства за неугодный её родителям брак. Агнес живёт в тесном семейном кругу со своими родителями и старшей сестрой Мэри, в полном строгом уединении.
Пытаясь разбогатеть, отец вкладывает большую часть своего состояния в предприятие одного купца, но корабль с товаром и самим купцом тонет, поставив семейство Грей в крайне бедственное положение. В связи с такой ситуацией и в то же время желая посмотреть мир, Агнес решает устроиться на работу гувернанткой. Тётушка Агнес находит ей место у некой миссис Блумфилд, жены разбогатевшего помещика.
Прибыв на место, Агнес знакомится с хозяйкой и своими воспитанниками — семилетним Томом и шестилетней Мэри Энн. Том оказался жестоким и строптивым, а его мать холодной и чванливой, да и отец семейства не произвёл хорошего впечатления. Тем не менее Агнес полна решимости перевоспитать своих питомцев.
Однако дети становились всё хуже и хуже, они не желали учиться, не слушались и вели себя отвратительно. Родители не желали участвовать в процессе воспитания, потакали любым прихотям своих чад, запрещали гувернантке использовать какие-либо меры наказания и при этом были весьма требовательны к ней. Ко всему прочему жизнь Агнес Грей усложняли и другие родственники Блумфилдов — мать мистера Блумфилда и дядя Робсон, который поощрял самые низменные порывы своих племянников. Несмотря на все усилия, Агнес не удалось предотвратить или хотя бы притормозить деградацию детей Блумфилдов. Родители обвинили во всех грехах гувернантку и отказали ей от места.
Но первая неудача не отвратила Агнес от призвания гувернантки, после небольшой передышки она находит новое место — в семье родовитого аристократа, мистера Мэррея, владельца поместья Хортон-Лодж. Её новыми воспитанниками стали девочки Розали и Матильда, их братья Джон и Чарльз. Старшей, Розали, было шестнадцать, младшему, Чарльзу, — десять. Дети Мэрреев, впрочем, как и их родители, отличались рядом негативных качеств, как и Блумфилды, но наученная горьким опытом Агнес Грей справлялась со своими обязанностями гораздо лучше. Вскоре мальчиков отправили в школу, и на попечении Агнес остались только девочки. Матильда, склонная к грубым мужским увлечениям, большую часть времени проводит на конюшне и на охоте, поэтому Агнес почти всё внимание уделяет Розали, все мысли которой заняты будущими победами над мужскими сердцами.
Проходит два года. Сестра Агнес выходит замуж, а восемнадцатилетняя Розали выходит в свет, у неё появляются поклонники. Агнес знакомится с новым младшим священником в местной церкви, Уэстоном, его проповедь производит на неё сильное впечатление. Избавленная от повзрослевшей Розали, Агнес уделяет появившиеся свободное время заботе о местных бедняках. От них она узнает, что и Уэстон помогает им. У бедной старушки Нэнси она сталкивается с Уэстоном. Доброта и милосердие священника рождают в ней новые чувства. Посещая церковь, Агнес нередко встречает по дороге домой Уэстона, они становятся друзьями. Тем временем в сети Розали попадается местный священник Хэтфилд. Он признается в любви и просит руки, но Розали в грубой форме отвергает его притязания. Оставшись без поклонников, мисс Мэррей обращает внимание на Уэстона, отчаянно флиртуя с ним. Богач Томас Эшби сватается к Розали, она принимает его предложение, они помолвлены. Розали хочет насладиться последними днями незамужней жизни и бросает все усилия на покорение Уэстона, для этого ей надо устранить Агнес, и она загружает гувернантку различными заданиями. Агнес несколько месяцев не имеет возможности встретиться с Уэстоном. В конце концов Розали выходит замуж и уезжает, Агнес получает возможность встретиться с Уэстоном. Чары Розали не покорили Уэстона, он всё так же верен дружбе с Агнес. В это время мисс Грей получает печальное письмо из дома: отец тяжело болен. Прибыв домой, Агнес узнает печальную новость — отец умер.
Оправившись от горя, мать Агнес сообщает дочерям о своем плане продать дом, уехать к морю и открыть там пансион благородных девиц. В этом предприятии помогать ей будет Агнес. Девушке остается отработать последние месяцы в Хортон-Лодж. Прощаясь с Уэстоном, она признается: единственная причина, по которой ей грустно покидать этот дом, состоит в том, что придется расстаться с ним.
Новая жизнь в пансионе была бы прекрасна, если бы не тоска по Уэстону. Вскоре Агнес получает письмо, но это письмо не от Уэстона, а от Розали Эшби, урождённой Мэррей, она приглашает Агнес в гости. Агнес принимает приглашение. Розали, на удивление, очень рада встрече. Окружённая роскошью, молодая женщина глубоко несчастна: брак разочаровал её, она ненавидит мужа и свекровь, её дочь не приносит ей радости. Агнес, несмотря на прежние разногласия, жаль Розали, но спесь и снобизм всё так же присущи юной миссис Эшби, и Агнес скоро покидает её.
Вскоре, прогуливаясь по берегу моря, Агнес, к своей радости, встречает Уэстона. Дела у него идут хорошо, он пошёл на повышение и получил приход недалеко от пансиона. Он обещает заглянуть в пансион и познакомиться с мамой Агнес. Маме очень понравился Уэстон. Его визиты к Греям становятся регулярными. Одним прекрасным вечером, прогуливаясь по берегу моря, Уэстон делает Агнес предложение и получает её согласие.
У четы Уэстонов появляется трое детей, их ждёт счастливое будущее.

## Критика
В основу романа положены личные переживания и впечатления автора.
В 1840-х годах на литературном небосклоне Англии появилось множество романисток. Многие из этих писательниц издавались анонимно или под вымышленными именами. Главными героинями подобных романов выступала, как правило, гувернантка, что породило даже специальный термин «governess novel», буквально «роман о гувернантке». Во многом «Агнес Грей» является типичным представителем этого явления.